# All's Well That Ends Well (album de Steve Lukather)
Pour les articles homonymes, voir All's Well That Ends Well.
Albums de Steve Lukather
Ever Changing Times
(2008) Transition
(2013)
All's Well That Ends Well est un album studio du guitariste américain Steve Lukather, enregistré et sorti en 2010.

## Titres de l'album
1. Darkness in My World - 6 min 59 s
2. On My Way Home - 5 min 21 s
3. Can't Look Back - 4 min 42 s
4. Don't Say It's Over - 5 min 39 s
5. Flash in the Pan - 4 min 53 s
6. Watching the World - 4 min 50 s
7. You'll Remember - 5 min 15 s
8. Brody's - 5 min 35 s
9. Tumescent - 4 min 2 s

## Musiciens
- Steve Lukather : guitares, chants
- C.J Vanston : claviers, chœurs
- Steve Weingart : claviers
- Carlitos Del Puerto : basses
- Eric Valentine : batterie
- Lenny Castro : percussions
- Joseph Williams : chœurs
- Phil Collen : chœurs

## Musiciens Additionnels
- Trevor Lukather : guitare
- Tina Lukather : chœurs
- Fee Waybill : chœurs
- Jory Steinberg : chœurs
- Bernard Fowler : chœurs
- Jake Hayes : chœurs
- Glenn Berger : saxophone